# Meilleurs passeurs du championnat de France de football
 (août 2024).
Cet article liste les meilleurs passeurs du championnat de France de football.
Depuis 2007, le classement des passes décisives est établi par la LFP. Auparavant, il était établi par France Football puis L'Équipe et n'a été comptabilisé qu’au début des années 1980.
Le Français Dimitri Payet est le meilleur passeur de l'histoire du championnat de France avec 106 passes décisives.

## Classement général
Le tableau ci-dessous présente les dix meilleurs passeurs du Championnat de France de football depuis 2000,.
Les joueurs évoluant actuellement en Ligue 1 sont inscrits en caractères gras.
| Rang | Joueur              | Période    | Clubs successifs | Matchs | Ratio | Passes décisives |
| ---- | ------------------- | ---------- | --- | ------ | ----- | ---------------- |
| 1    | Dimitri Payet       | 2007-2023, | AS Saint-Étienne, LOSC Lille, Olympique de Marseille,                                                                      | 492,   | 0,22  | 106              |
| 2    | Jérôme Rothen       | 2000-2013, | ES Troyes AC, AS Monaco, Paris Saint-Germain, SC Bastia,                                                                   | 295,   | 0,27  | 80               |
| 3    | Ángel Di María      | 2015-2022, | Paris Saint-Germain, | 197,   | 0,37  | 72               |
| 4    | Olivier Monterrubio | 2000-2010, | FC Nantes, Stade rennais, RC Lens, FC Lorient,                                                                             | 275,   | 0,25  | 70               |
| 5    | Kylian Mbappé       | 2015-2024, | AS Monaco, Paris Saint-Germain,                                                                                            | 246,   | 0,26  | 64               |
| 6    | Juninho             | 2001-2009, | Olympique lyonnais, | 248,   | 0,23  | 58               |
| 7    | Ryad Boudebouz      | 2008-2022, | FC Sochaux-Montbéliard, SC Bastia, Montpellier HSC, AS Saint-Étienne,                                                      | 369,   | 0,16  | 58               |
| 8    | Jimmy Briand        | 2003-2022, | Stade rennais, Olympique lyonnais, EA Guingamp, Girondins de Bordeaux,                                                     | 483,   | 0,12  | 58               |
| 9    | Mathieu Valbuena    | 2007-2017, | Olympique lyonnais, Olympique de Marseille,                                                                                | 283,   | 0,17  | 49               |
| 10   | Benoît Pedretti     | 2000-2017, | FC Sochaux-Montbéliard, Olympique de Marseille, Olympique lyonnais, AJ Auxerre, LOSC Lille, AC Ajaccio, AS Nancy-Lorraine, | 405,   | 0,13  | 54               |

## Palmarès

### Palmarès par édition
Ce tableau retrace les meilleurs passeurs du Championnat de France de football par saison depuis 2007-2008.
Le record de passes décisives sur une saison est détenu par Ángel Di María avec 18 passes décisives réalisées avec le Paris Saint-Germain lors de la saison 2015-2016. Cependant, Olivier Monterrubio lors de la saison 2003-2004 (Stade rennais) a lui aussi effectué 18 passes décisives en championnat d'après le classement tenu alors par le journal L'Équipe.
Lors de la saison 2021-2022, Kylian Mbappé est à la fois meilleur passeur (17 passes décisives) et meilleur buteur (28 buts) de Ligue 1, une première dans l'histoire du Championnat de France.
| Saison    | Joueur           | Club                   | Passes décisives |
| --------- | ---------------- | ---------------------- | ---------------- |
| 2007-2008 | Jérôme Leroy     | Stade rennais          | 10               |
| 2008-2009 | Michel Bastos    | LOSC Lille             | 9                |
| 2009-2010 | Lucho González   | Olympique de Marseille | 11               |
| 2010-2011 | Marvin Martin    | FC Sochaux             | 17               |
| 2011-2012 | Eden Hazard      | LOSC Lille             | 15               |
| 2012-2013 | Mathieu Valbuena | Olympique de Marseille | 12               |
| 2013-2014 | James Rodríguez  | AS Monaco              | 12               |
| 2014-2015 | Dimitri Payet    | Olympique de Marseille | 16               |
| 2015-2016 | Ángel Di María   | Paris Saint-Germain    | 18               |
| 2016-2017 | Morgan Sanson    | Olympique de Marseille | 12               |
| 2017-2018 | Neymar           | Paris Saint-Germain    | 13               |
| 2018-2019 | Téji Savanier    | Nîmes Olympique        | 13               |
| 2019-2020 | Ángel Di María   | Paris Saint-Germain    | 14               |
| 2020-2021 | Memphis Depay    | Olympique lyonnais     | 12               |
| 2021-2022 | Kylian Mbappé    | Paris Saint-Germain    | 17               |
| 2022-2023 | Lionel Messi     | Paris Saint-Germain    | 16               |
| 2023-2024 | Ousmane Dembélé  | Paris Saint-Germain    | 8                |
| 2024-2025 | Rayan Cherki     | Olympique lyonnais     | 11               |

### Palmarès par joueur
L'Argentin Ángel Di María compte deux titres de meilleur passeur du championnat de France.
| Rang | Joueur         | Titres | Club(s)             |
| ---- | -------------- | ------ | ------------------- |
| 1    | Ángel Di María | 2      | Paris Saint-Germain |

### Palmarès par club
Le Paris Saint-Germain a eu six fois dans son équipe le meilleur passeur du championnat de France.
| Rang | Club                   | Titres | Joueurs                                                                   |
| ---- | ---------------------- | ------ | ------------------------------------------------------------------------- |
| 1    | Paris Saint-Germain    | 6      | Ángel Di María (×2), Neymar, Kylian Mbappé, Lionel Messi, Ousmane Dembélé |
| 2    | Olympique de Marseille | 4      | Lucho González, Mathieu Valbuena, Dimitri Payet, Morgan Sanson            |
| 3    | LOSC Lille             | 2      | Michel Bastos, Eden Hazard                                                |
| 3    | Olympique lyonnais     | 2      | Memphis Depay, Rayan Cherki                                               |

### Palmarès par pays
La France a eu huit fois l'un de ses représentants titré meilleur passeur du championnat de France.
| Rang | Pays      | Titres | Joueurs |
| ---- | --------- | ------ | --- |
| 1    | France    | 9      | Jérôme Leroy, Marvin Martin, Mathieu Valbuena, Dimitri Payet, Morgan Sanson, Téji Savanier, Kylian Mbappé, Ousmane Dembélé, Rayan Cherki |
| 2    | Argentine | 4      | Lucho González, Ángel Di María (×2), Lionel Messi                                                                                        |
| 3    | Brésil    | 2      | Michel Bastos, Neymar |